# Boyne City
Boyne City is een plaats (city) in de Amerikaanse staat Michigan, en valt bestuurlijk gezien onder Charlevoix County.

## Demografie
Bij de volkstelling in 2000 werd het aantal inwoners vastgesteld op 3503.
In 2006 is het aantal inwoners door het United States Census Bureau geschat op 3231, een daling van 272 (-7,8%).

## Geografie
Volgens het United States Census Bureau beslaat de plaats een oppervlakte van
13,5 km², waarvan 10,1 km² land en 3,4 km² water. Boyne City ligt op ongeveer 179 m boven zeeniveau.

## Plaatsen in de nabije omgeving
De onderstaande figuur toont nabijgelegen plaatsen in een straal van 24 km rond Boyne City.